# Suzuki Ertiga
El Suzuki Ertiga es el mini MPV de 7 plazas desarrollado por el fabricante japonés Suzuki y su filial india Maruti Suzuki, construido sobre la Plataforma del Toyota Avanza. Desde 2016, Ertiga se vende en Malasia como  Proton Ertiga . La Ertiga también se vendió y fabricó en Indonesia como  Mazda VX-1  del 2013 al 2017, Sus competidores son el Citroën C3 Picasso, Toyota Avanza, el Kia Carens, Chevrolet Spin, el JAC J6 y el DFSK Glory.

## Resumen

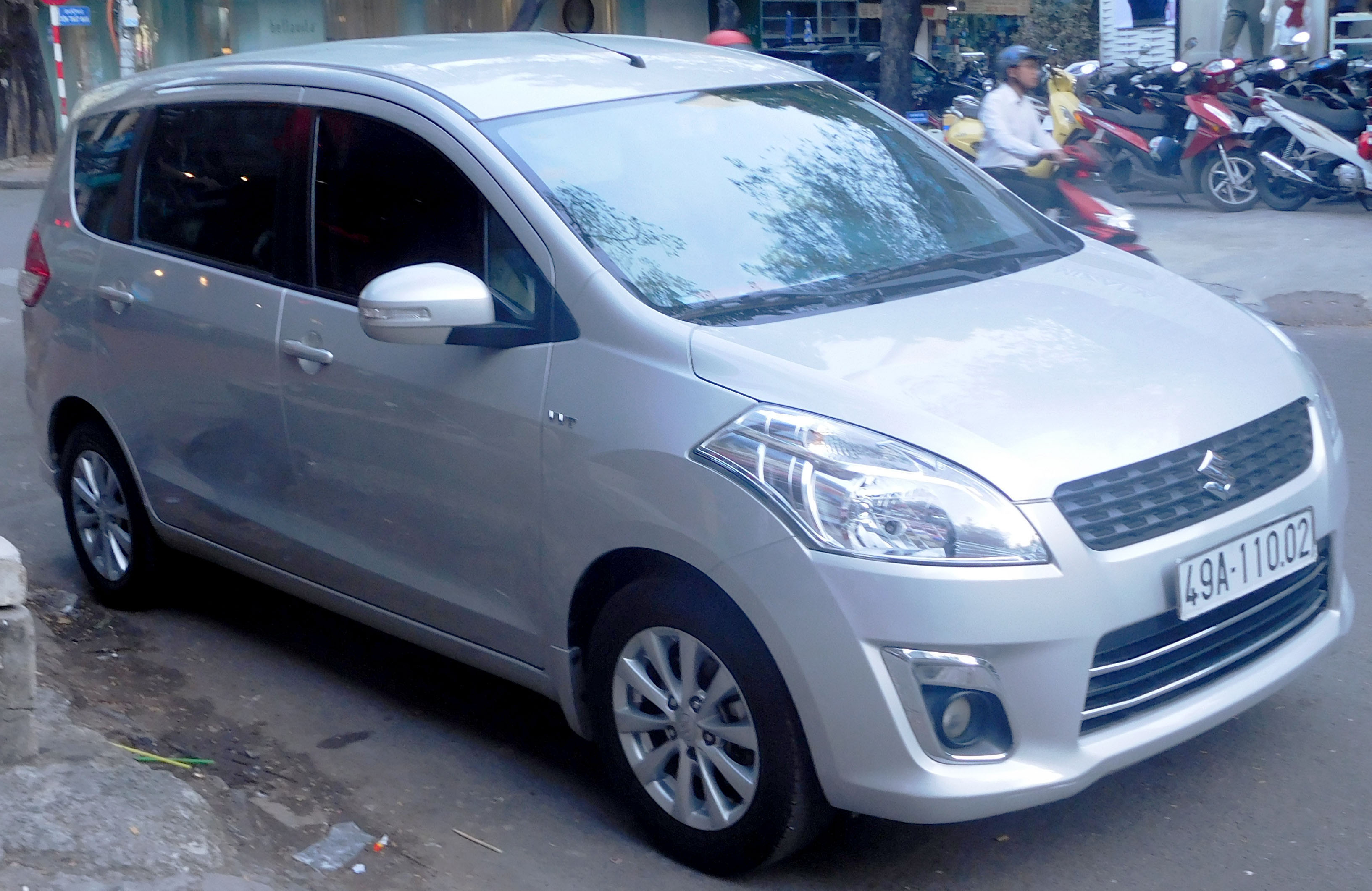
Suzuki Ertiga 2012.

Fue lanzado el 12 de abril de 2012 en India, Maruti Suzuki lanza el nuevo MPV compacto "Ertiga" en India se proclama que es el primer LUV (Life Utility Vehicle).
Este coche es propulsado por K-series motor de gasolina de 1.4 litros. Una versión diésel de este coche es propulsado por el motor de 1,3 litros Multijet motor. El coche se basa en la extensión Suzuki Swift plataforma. Esto significa que el Ertiga es monovolumen [monocoque]; El primero en la India. También se considera que es un cruce entre un salón / puerta trasera y un MPV.
El Ertiga se dice que es la versión de producción del concepto R-III (R3) presentado por MSIL en la Exposición del Automóvil de India 2010. Además, se dice que el nombre Ertiga es una adaptación de R-Tiga donde "Tiga" significa "tres" en indonesio. El "R" significa Rows. Por lo tanto, "Ertiga" se deriva de "R3" que a su vez significa "(Rápido con) Tres Filas".

## Motor
El Suzuki Ertiga viene con dos opciones de motor: con DDiS diésel y motor de gasolina VVT.

### Gasolina
El motor de la serie Ertiga K es un VVT (Variable Valve Timing) de 4 cilindros, 1,373 cc (1,4 l), DOHC, de 16 válvulas, fabricado en aluminio ligero.
Multi Point Injection o sistema de suministro de combustible en el motor de la cámara de combustión es controlado electrónicamente para producir una combustión perfecta y obtener un buen rendimiento del motor, las emisiones de escape son buenas (de acuerdo con la norma euro-3) y económico consumo de combustible. No sólo esa potencia / potencia máxima de 95 PS / 6.000 rpm con un par máximo de 130 Nm / 4.000 rpm para que el coche sea alimentado desde bajas revoluciones y pueda manejar dentro y fuera de la ciudad. El tren de poder 1.4L de gasolina es K14B; El avanzado motor de la serie K con regulación variable de la válvula (VVT) que pesa la luz, lo que da como resultado mejores cifras de kilometraje. El tren de potencia con 1372cc de desplazamiento ofrece una potencia máxima de 95 PS a 6000 rpm junto con un par máximo de 130 Nm a una velocidad de 4000 rpm.
En junio de 2013, Maruti Suzuki agregó sus modelos de Ertiga con Gas Natural Comprimido (CNG). Las Ertiga LXi y VXi tienen un kit original de convertidor de fábrica y se suministran con i-GPI (Inyección de Puerto de Gas inteligente) que Maruti Suzuki afirmó que alcanzará 22,8 kilómetros de un litro de prima equivalente. Anteriormente Maruti Suzuki tiene modelos de GNC para Maruti Alto, Maruti Wagon, Wagon R, Maruti Eeco, Maruti Suzuki SX4 y SX4, Estilo.

### Diésel
El DDiS es un motor diésel de 1.3 litros: genera alta potencia y excelente par. La combinación de la inyección de combustible common rail con un turbocompresor inter-enfriado genera un alto par dinámico para una aceleración excelente y un rendimiento general, junto con una excelente eficiencia de combustible, haciéndola más duradera.
Este es también el altamente aclamado 1248cc DDiS, turbocompresor de geometría variable (VGT) motor, que ya ha sido utilizado por la empresa en el sedán SX4. La potencia máxima y las cifras de par máximo del variante diésel son 90 PS a 4000 rpm y 200 Nm a 1750 rpm por minuto, respectivamente.

### Indonesia
El Suzuki Ertiga también es vendido como Mazda VX-1. 
En el vigésimo Motor Show Internacional de Indonesia, se introducen tres nuevos conceptos en la forma de Ertiga, la versión Sporty, Luxury y Crossover, que en realidad son Ertigas fuertemente modificados en coches conceptuales. La versión normal, en este caso la GX, también apareció.
Después del problema entre los sindicatos de trabajadores en la Planta de Maruti Suzuki en la India, se están haciendo planes para transferir la planta de construcción a Indonesia, ya que la mayoría de las órdenes son de ese país. Las versiones de Ertiga de ese condado son también diferentes. Dispone de cinco versiones, la GA (estándar), GL (más equipado que GA), GX (gama media), Elegante (GX con aerokit y lujos interiores) y Sporty (GX-limited edition with special body kit, similar al Suzuki Swift Sport). Toda la versión viene en manual de 5 velocidades o 4 velocidades automáticas, mientras que GA solo tiene opción manual. En enero de 2013, Ertiga con doble soplador AC fue introducido. Aunque se basó en el Swift, el segundo soplador de CA fue colocado en la plataforma interior al igual que otros MPVs basados en la recolección, tales como el Toyota Kijang Innova o el Panther de Isuzu, a diferencia de otro MPV no pickup-basado tal como Nissan Grand Livina que su segunda AC Soplador se colocó en la caja de la consola trasera. En mayo de 2013, se introdujo Ertiga con transmisión automática para el tipo GL & GX.
Este motor utiliza la tecnología Drive-By-Wire para producir el rendimiento de la máquina de aceleración más precisa, sensible y sensible, ya que admite el sistema ECM (módulo de control electrónico) y la válvula de combustible está controlada por un sensor de potenciómetro. Potencia generada para ser óptima, más eficiente en el consumo de combustible y baja emisión de gases de escape, haciéndola más respetuosa con el medio ambiente o ecológica.
El Suzuki Ertiga vendió 109.461 unidades en dos años, con el expediente que vende en Toyota Avanza en un año. 
En 2017, Suzuki lanzó Suzuki Ertiga Diésel ZDi híbrido en Indonesia con la tecnología híbrida suave. Diferente con la tecnología híbrida completa que utiliza Batterry de litio, Suzuki utiliza la tecnología híbrida suave y se llama como vehículo híbrido inteligente por Suzuki (SHVS) con sólo utiliza mayor acumulador regular] 70 AH, se combina con el generador de arranque integrado que puede reiniciar el Motor después de la parada del coche (y también detener el motor) con sólo presione el pedal del embrague (sistema de parada de arranque). El sistema también puede dar más accelaration cuando sea necesario.

## Mercados de Exportación
El lanzamiento de la Ertiga ha sido anunciado para el mercado de exportación en julio de 2014. Las variantes disponibles en la introducción será la transmisión manual GA, GL manual o automática y GLX automática y la variante LDi para Argelia. Todos los modelos estarán equipados con el motor de gasolina de 1,4 litros. Uno de los mercados de exportación de Ertiga es la República de las Filipinas, que es un intenso mercado para MPV y AUV con una cultura de ser orientado a la familia y el diseño de la clientela consciente.

### Filipinas
El Suzuki Ertiga llegó al suelo filipino en vísperas del tifón Rammasun en 2014. Aunque el vehículo es formalmente llamado el LUV, el Suzuki Ertiga es el tercer MPV ofrecido por Suzuki Filipinas junto al APV de Suzuki y el APV Tipo II.
Varios meses después de que el Ertiga fue lanzado en Toyota Innova y Toyota Avanza dominó el mercado de las Islas Filipinas, Suzuki ha demostrado un aumento en la visibilidad de la carretera en los últimos meses con más y más recientemente lanzado Suzuki Ertigas manchado en las carreteras.
El Ertiga se unirá al mercado competitivo de monovolúmenes en el país, ya que se une a la arena de MPV con anteriores jugadores como Chevrolet Orlando, Chevrolet Spin, Toyota Innova, Toyota Avanza, Mitsubishi Zinger, Mitsubishi Freeca, Nissan Livina, Kia Carens, Volkswagen Touran, Peugeot 5008, Isuzu Crosswind. , Y el recientemente lanzado Honda Mobilio.

### Sudáfrica
El Suzuki Ertiga es el primer vehículo tipo MPV de la marca en Sudáfrica. Sin embargo, la compañía está interesada en señalar que no es un monovolumen. Se llama un vehículo utilitario de la vida y su objetivo de ser ultra práctico, manteniendo las características de diversión a la unidad de la popular Swift.
El monovolumen de siete plazas es el segundo producto fabricado en la India en la cartera de Suzuki SA, siendo el primero el viejo Alto (A-Star). La especificación de Sudáfrica Ertiga sólo está disponible con el motor de gasolina de 1,4 litros de la serie K, que ofrece 95 CV y 130 Nm de par. Las opciones de transmisión son un manual de 5 velocidades y una unidad automática de 4 velocidades.

## Ertiga Facelift
Suzuki ha lanzado el nuevo modelo 2016 Ertiga en la India el 16 de octubre de 2015 en Rs 5,99 lakh (ex-Delhi) subiendo a Rs 9,25 lakh (ex-Delhi) para la variante SHVS de gama superior. El nuevo Ertiga es el segundo coche para conseguir el motor diésel híbrido de SHVS después del híbrido de Ciaz. El 1.3 litros DDiS 200 SHVS Diésel Engine en el Ertiga devuelve una eficiencia de combustible reclamada de 24.52kmpl que es un 18 por ciento de aumento en comparación con el 1.3 litros estándar DDiS Ertiga.
El Ertga alimentado con SHVS obtendrá un botón de arranque / parada del motor, asistencia de par, regeneración de energía de frenos e indicadores de cambio de velocidades. Además del motor diésel SHVS, el Ertiga también contará con un motor de 1.4 litros K14B VVT devuelve una eficiencia de combustible de 17.5 Kmpl, una mejora del 9% con respecto al anterior motor de gasolina. Tanto el motor diésel como el motor de gasolina reciben transmisiones manuales de 5 velocidades, mientras que hay una transmisión automática opcional que estará disponible en el trim VXi sólo en el mercado indio.
El nuevo Ertiga recibe un botón START / STOP, un nuevo juego de rueda de aleación de 15 ", un sistema de información y entretenimiento SmartPlay con características como pantalla táctil TFT, cámara de marcha atrás integrada con sensores, bluetooth, comando de voz y sistema de navegación. El software MirrorLink que hace que las características del teléfono inteligente sean accesibles en la pantalla de información y entretenimiento, pero actualmente están disponibles en la parte superior de la línea ZXi + y ZDi + adornos en el mercado indio.Los asientos traseros son ahora dividido 50:50 plegable, mejorando así la versatilidad del MPV.
Junto con estas versiones diésel de facelifted ertiga viene con tecnología híbrida por suzuki llamado como SHVS.

## Ertiga Dreza

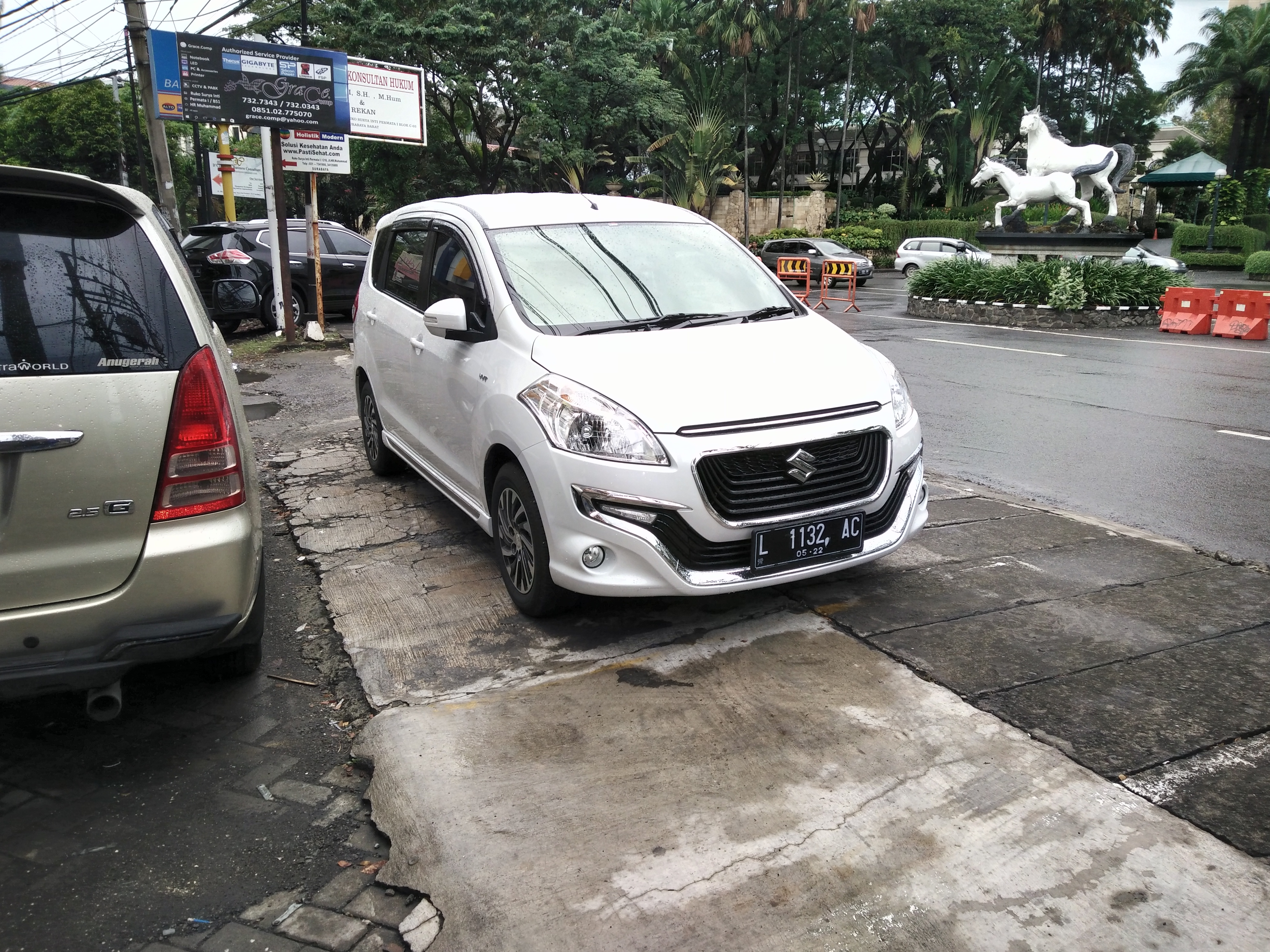
Suzuki Ertiga Dreza, parte frontal.

Para competir con Toyota Avanza Veloz y Honda Mobilio RS, Suzuki Indomobil Motor Indonesia lanzó el modelo superior de la Suzuki Ertiga el 8 de enero de 2016, llamado Suzuki Ertiga Dreza con un nuevo Aspecto exterior y interior más prémium. Dreza tiene 2 variantes, La Ertiga Dreza y Ertiga Dreza GS. Ambos obtienen nuevo parachoques delantero y trasero, nueva parrilla, nuevo protector lateral, nuevos diseños de llantas y nuevas variantes de color para el GS. En el interior Ertiga Dreza viene con nueva combinación de asientos, tablero de panel de madera nueva y para la variante GS, se obtiene enormes 8 "sistema de sonido naga de pantalla táctil.

## Protón Ertiga
El Proton Ertiga es el primer monovolumen compacto de Malasia que califica para el estándar EEV de Malasia. Puede sentarse hasta siete personas, pero debido a que el asiento medio fila central sólo cuenta con un cinturón de regazo, se clasifica como un vehículo de seis plazas con una configuración de 2-2-2. Fue lanzado el 24 de noviembre de 2016, en la rueda de prensa en el Centro de Convenciones de la Ciudad de Setia, Setia Alam, Selangor (Selangor).